# HR-Klasse I
Die Dampflokomotiven der Klasse I der schottischen Bahngesellschaft Highland Railway (HR) wurden 1894 von Sharp, Stewart and Company in Manchester nach einem Entwurf von David Jones, dem Chefingenieur der Highland Railway, gebaut. Sie waren die ersten Lokomotiven mit der Achsfolge 2’C (Ten-Wheeler) bei einer britischen Bahngesellschaft. Vorgesehen waren sie vor allem für den Güterverkehr auf den steigungsreichen Hauptstrecken der Highland Railway. Infolge des Railways Act 1921 gingen alle Exemplare der Klasse zusammen mit der Highland Railway 1923 in den Besitz der London, Midland and Scottish Railway über. Diese musterte die Maschinen ab 1929 aus, die letzte wurde 1940 abgestellt. Mit der ersten gelieferten Maschine Nr. 103 blieb ein Exemplar als Museumslokomotive erhalten.

## Geschichte

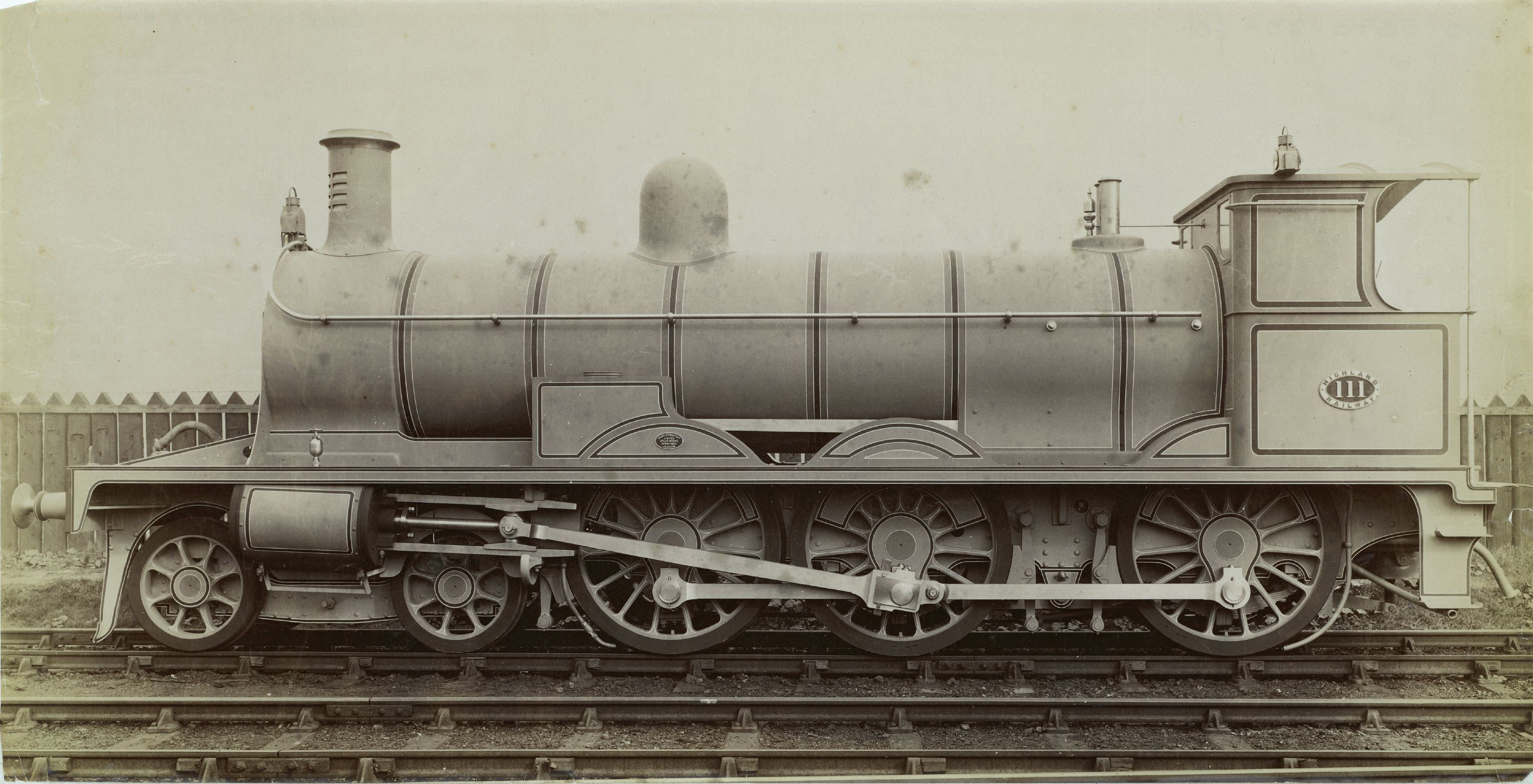
Lokomotive Nr. 111 im Lieferzustand

Die Highland Railway benötigte für ihre überwiegend eingleisigen und steigungsreichen Strecken in den schottischen Highlands stärkere Lokomotiven, nachdem die bislang meist eingesetzten Lokomotiven der Achsfolge 2’B immer öfter Hilfe von Vorspannlokomotiven benötigten. Jones, der bereits seit 1870 Locomotive superintendent der HR war, brach daher radikal mit den bisherigen Praktiken im Lokomotivdienst der HR, die abgesehen von ein paar Tenderlokomotiven für Rangierdienste bislang keine Dreikuppler im Bestand hatte und führte die in Großbritannien bislang nicht verwendete neue Achsfolge 2’C ein, mit der er das Adhäsionsgewicht deutlich erhöhen konnte und zugleich relativ niedrige Achslasten für die mit eher leichtem Oberbau ausgestatteten Strecken der Highland Railway ermöglichte. Unklar ist, inwieweit sein Entwurf auf einem bereits vorhandenen Ten-Wheeler-Entwurf für indische Bahnen aufbaute. Er war von seinem Entwurf so überzeugt, dass die gesamte Serie ohne Erprobung eines Prototyps im Januar 1894 bestellt und von Sharp, Stewart and Company bis Ende des gleichen Jahres vollständig abgeliefert wurde. Zum Zeitpunkt ihres Baus waren sie die stärksten Lokomotiven aller britischen Bahngesellschaften. Die HR zahlte 2.795 £ pro Lokomotive. Während der ersten Testfahrten, die er persönlich durchführte, erlitt Jones allerdings bei einem Unfall mit dem Injektor der Maschine Verbrühungen an den Beinen, deren Nachwirkungen ihn 1896 vorzeitig in den Ruhestand zwangen. Zunächst wurden die Lokomotiven als Big goods bezeichnet, nach ihrem Konstrukteur auch als Jones Goods. 1901 führte die Highland Railway, die ihre Lokomotiven bislang durchnummeriert hatte, erstmals ein eigenes Bezeichnungsschema ein, seitdem wurden die Lokomotiven als Class I bezeichnet.
Auf der steigungsreichen Highland Main Line, die über Jahre ihr Haupteinsatzgebiet blieb, übernahmen die neuen Lokomotiven vor allem den Güterzugdienst. Sie bespannten im Sommer aber auch zusätzliche Personenzüge. Auf anderen Strecken der HR, so etwa der Far North Line oder in Richtung Aberdeen wurden die Lokomotiven nur gelegentlich eingesetzt. Sie waren in der Lage, schwere Güterzüge mit bis zu 45 beladenen Wagen über die Steigungen am Pass of Drumochter auf der Highland Main Line zu befördern und wurden aufgrund ihrer Leistungsfähigkeit schnell beliebt beim Personal der Highland Railway. Auch im Personenzugdienst bewährten sie sich und erreichten Geschwindigkeiten bis zu 60 mph (rund 97 km/h). Zugelassen waren sie auf der Highland Main Line für Personenzüge bis zu 200 t, die lediglich auf den Rampenstrecken von Drumochter und Dava durch Schubloks unterstützt wurden. Auch auf der 1898 in Betrieb genommenen Abkürzungsstrecke der Highland Main Line zwischen Aviemore und Inverness mit den Steigungsstrecken von Slochd Summit bewährten sich die Maschinen vor den sommerlichen Saisonzügen. Ab 1900 erhielt die HR die ersten Maschinen der neuen, auch als Castle Class bezeichneten HR-Klasse A, die vorwiegend für den Personenverkehr vorgesehen waren und hier auf der Highland Main Line die schwersten Leistungen von der Klasse I übernahmen.
Besonders gefordert waren die Lokomotiven während des Ersten Weltkriegs, als über die Strecken der HR ein Großteil der Versorgung von Scapa Flow, dem wichtigsten Stützpunkt der Royal Navy, erfolgte, womit das Güter- und Personenaufkommen gegenüber Friedenszeiten enorm anwuchs. Auch wenn die überwiegend kohlegefeuerten Schiffe der Grand Fleet vor allem per Schiff ab Grangemouth mit Kohle versorgt wurden, wurden auch über die Far North Line Kohlen befördert, zumal die Küstenschifffahrt durch deutsche U-Boote bedroht war. Schwere Kohlenzüge wurden dort von den Lokomotiven der Klasse I oft zu zweit nach Thurso oder Wick befördert, die auch intensiv vor den übrigen Versorgungszügen eingesetzt wurden. Der gegenüber der Vorkriegszeit um das Doppelte angewachsene Personenverkehr wurde dagegen vorwiegend mit der Castle Class bestritten. Zur Unterstützung übernahmen Werkstätten anderer Bahngesellschaften und diverse Lokomotivhersteller wie etwa Hawthorn, Leslie & Company und Yorkshire Engine Company einen Teil der Hauptuntersuchungen der Jones Goods.
1923 übernahm die LMS den gesamten Bestand und ordnete die Jones Goods in ihrem System der Leistungsklassifizierung in der Klasse 4F ein. Zu LMS-Zeiten kamen die Maschinen auch auf der Kyle of Lochalsh Line zum Einsatz, auf der die Highland Railway noch lange mit ihren älteren 2’B-Maschinen ausgekommen war. Ab 1929 musterte die LMS die ersten Maschinen aus. Sie erkannte jedoch früh den lokomotivhistorischen Wert der ersten Ten-Wheeler in Großbritannien und stellte 1934 die erste Lokomotive der Klasse mit dem Zweck der musealen Erhaltung in ihrer Hauptwerkstätte St Rollox in Glasgow unter. 1940 nahm die LMS schließlich mit der Lokomotive 17925 (HR 112) das letzte Exemplar aus dem Betrieb.

## Technik
Mit ihren 1600 mm großen Kuppelrädern waren die Maschinen in der Lage, außer den vorgesehenen Güterzügen auch saisonale Personenzüge über die Strecken der Highland Railway zu ziehen. Als Steuerung erhielten die beiden außenliegenden, leicht geneigten Zylinder eine innenliegende Allan-Steuerung mit Flachschiebern. Abgesehen von einigen schweren Tenderlokomotiven der Mersey Railway erhielten die Jones Goods die bis dahin größten bei britischen Lokomotiven verwendeten Zylinder. Um die für die geforderten Leistungen unabdingbare große Feuerbüchse unterzubringen, wiesen die Maschinen zwischen der zweiten und dritten Kuppelachse einen größeren Achsstand auf, ähnlich der Preußischen P 8. 
Erstmals verzichtete Jones auf die bislang von ihm bei seinen Lokomotivkonstruktionen für die HR verwendeten, von Alexander Allan stammenden doppelten Innen- und Außenrahmen und verwendete lediglich einen innenliegenden Blechrahmen. Die maximale Achslast von 14,5 t, die Jones trotz der relativ dicken Rahmenwangen des Blechrahmens erreichte, gewährleistete den Einsatz auf allen Hauptstrecken der HR. Die Schornsteine erhielten, wie bei allen Entwürfen von Jones, mehrere Reihen waagrechter Schlitze, laut damaligen Veröffentlichungen zur Verbesserung des Saugzugs im Blasrohr, wobei aus heutiger Sicht Zweifel bestehen, inwieweit dies überhaupt physikalisch sinnvoll war. Zwei Maschinen erhielten zusätzlich zu den bei der HR üblichen Vakuumbremsen Westinghouse-Druckluftbremsen, um Wagen der benachbarten North British Railway und Caledonian Railway zu übernehmen, die mit diesen Bremsen ausgestattet waren.
Weder die HR noch die LMS nahmen an den Maschinen grundlegende Änderungen oder größere Umbauten vor, was als Beleg für die Qualität der Konstruktion gewertet wird. Sie erhielten jedoch zwischen 1910 und 1913 neue Kessel.

## Verbleib
Die erhaltene Lokomotive 103 wurde zunächst 1935/36 in den LMS-Werkstätten optisch aufgearbeitet und wieder in den Farben der Highland Railway gestrichen. 1959 wurde sie anlässlich der in diesem Jahr in Glasgow stattfindenden Scottish Industries Exhibition von British Railways betriebsfähig aufgearbeitet und vorwiegend auf schottischen Strecken vor Sonderzügen für Eisenbahnfans eingesetzt. Einige Fahrten führten die Lokomotive auch bis nach Südengland. 1965 kam sie bei den Dreharbeiten zum Film Those Magnificent Men In Their Flying Machines (deutsch: Die tollkühnen Männer in ihren fliegenden Kisten) zum Einsatz. Im Folgejahr wurde die einzige erhaltene Lokomotive der Highland Railway abgestellt und kam als stationäres Ausstellungsstück in das Glasgow Museum of Transport. 2011 zog die Lokomotive mitsamt dem Museum in das nach einem Entwurf von Zaha Hadid neuerbaute Riverside Museum am Ufer des Clyde um, wo sie seitdem als Ausstellungsstück steht.